# Leopold Mandić

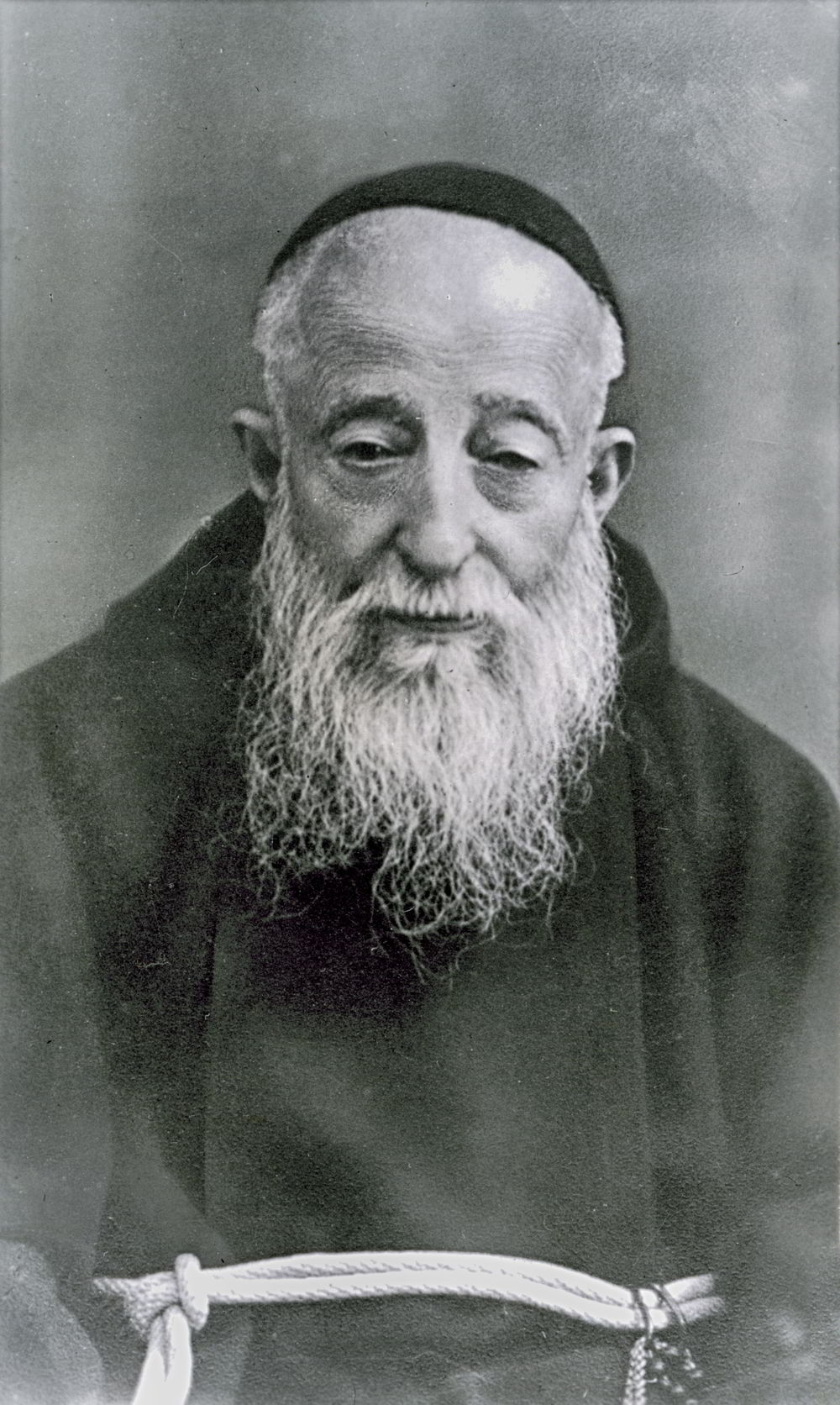
Leopold Mandić

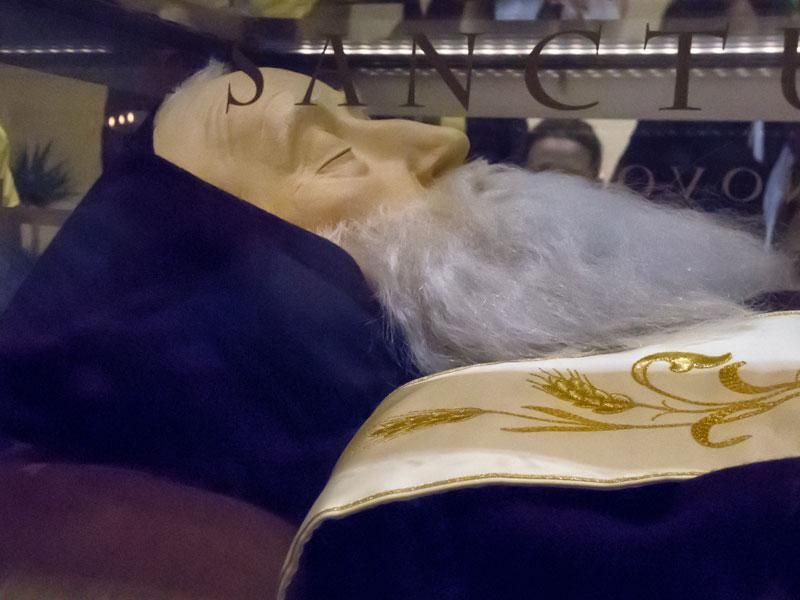
Leopold Mandić

Leopold Mandić  OFMCap (* 12. Mai 1866 in Castelnuovo di Cattaro, Fürstentum Montenegro als Bogdan Ivan Mandić; † 30. Juli 1942 in Padua, (Padova) Königreich Italien) , bestattet ebendort, war ein Priester des Kapuzinerordens und sehr beliebter Beichtvater. Er ist ein Heiliger der römisch-katholischen Kirche.  Nach Nikola Tavelić (um 1340–1391) ist er der zweite Kroate, der heiliggesprochen wurde. 

## Leben
Mandić wurde in Castelnuovo di Cattaro (dem heutigen Herceg Novi) in Montenegro geboren. Seine Eltern Petar Antun Mandić und Dragica Zarević stammten aus dem Ort Zakučac bei Omiš in der Nähe von Split. Er war das jüngste von insgesamt zwölf Kindern. Seine Eltern galten als sehr gläubig und hatten einen prägenden Einfluss auf ihn. Sein Vater ging oft mit ihm zur heiligen Messe und zur Kommunion, was zu dieser Zeit als sehr ungewöhnlich gewertet wurde.
Das Umfeld der Familie war sehr von der Orthodoxie geprägt. Somit war Mandić schon sehr früh mit der Trennung der Christen konfrontiert. Es wird berichtet, dass er schon in der Kindheit den Wunsch hegte, diesen Umstand zu beheben.
Er war beeindruckt von der uneigennützigen Arbeit der Kapuziner in seiner Heimatstadt, die auch von den Orthodoxen geschätzt wurden, und sah sein missionarisches Streben am besten bei ihnen erfüllt. Seine Eltern stimmten seiner Berufung zu.
Im Alter von 16 Jahren trat er in das franziskanische Seminar in Udine (Norditalien) ein. Zu der Zeit gehörte Dalmatien kirchenrechtlich zum Patriarchat von Venedig. Nach zwei Jahren begann er in Bassano sein Noviziat in der venetischen Kapuzinerprovinz. Am 2. Mai 1884 wurde er mit dem Habit bekleidet und erhielt den Ordensnamen Leopold. Am 4. Mai 1885 legte er die ersten, einfachen Gelübde ab. Sein Philosophiestudium absolvierte er in Padua. Im Jahr 1888 folgten die feierlichen Gelübde. Anschließend begann er in Venedig mit seinem Theologiestudium. Er wurde am 20. September 1890 durch Kardinal Domenico Agostini zum Priester geweiht.
Zunächst wirkte er eine kurze Zeit in den Städten Zadar, Koper und Rijeka. Danach wurde er durch seine Ordensoberen nach Padua entsandt, wo er bis zu seinem Tod blieb. Seine pastorale Hauptaufgabe sah der mit 138 cm Körpergröße kleinwüchsige Kapuziner im Spenden des Sakraments der Beichte. Es wird berichtet, dass er oft täglich fünfzehn Stunden im Beichtstuhl verbrachte. Berichte über seine Stigmata werden von offizieller Seite dementiert. Er wurde schon zu Lebzeiten als Heiliger verehrt.
Sein Begräbnis fand unter großer Anteilnahme statt. Als man 24 Jahre nach seinem Tod seinen Sarg öffnete, fand man seinen Körper angeblich unverwest vor.

## Verehrung
Mandić wurde am 2. Mai 1976 durch Papst Paul VI. seliggesprochen. Die feierliche Kanonisation erfolgte durch Johannes Paul II. am 16. Oktober 1983.
Im November 2018 wurde Mandić von der 72. Generalversammlung der Italienischen Bischofskonferenz zum Schutzpatron der Krebskranken bestimmt.
Eine Reliquie ex corpore Mandićs befindet sich in der Kirche Santa Maria della Consolazione in Rom-Campitelli.
Der Gedenktag des hl. Leopold Mandić wird im kroatischen Kirchenkalender am 12. Mai begangen.
Das Grab befindet sich in Wallfahrtskirche San Leopoldo. P.le Santa Croce, 44 , 35123 Padua
Tel. 049 8802727

## Namenspatron
Der heilige Leopold Mandić ist Patron zahlreicher katholischer Kirchengemeinden und kultureller Einrichtungen in Kroatien und Bosnien-Herzegowina sowie einiger muttersprachlicher Gemeinden in Deutschland:
- Kroatisch-katholische Gemeinde „Sveti Leopold Mandic“ in Friedrichshafen (Dekanat Friedrichshafen)
- Kroatisch-katholische Gemeinde „Sveti Leopold Mandic“ in Mülheim an der Ruhr
- Kroatisch-katholische Gemeinde „Sveti Leopold Mandic“ in Herrenberg
- Kroatisch-katholische Gemeinde „Sveti Leopold Mandic“ in Geislingen an der Steige
- HKUD „Sveti Leopold Mandic“ Klagenfurt ist ein kroatischer Kulturverein